# Pellenes cingulatus
Pellenes cingulatus là một loài nhện trong họ Salticidae.
Loài này thuộc chi Pellenes. Pellenes cingulatus được Wanda Wesołowska & Anthony Russell-Smith miêu tả năm 2000.